# Château d'eau de Tartu
Le château d'eau de Tartu (en estonien : Tartu veetorn) est un bâtiment à Tartu en Estonie.

## Histoire
L'histoire de l'approvisionnement public en eau à Tartu remonte au XIXe siècle, lorsque l'idée est née de construire un système d'approvisionnement en eau qui fournirait à toute la ville une eau de haute qualité en raison de l'eau polluée dans les puits de stockage. Le puits de Toomeorg a été foré en 1888 à la demande de l'université, dont l'eau s'est avérée de très haute qualité. Déjà l'année suivante, l'approvisionnement en eau de l'université a été élargi et un réservoir d'eau a été construit dans les ruines de la cathédrale, qui a fourni de l'eau aux bâtiments universitaires de Toomemägi et de ses environs immédiats.
En 1890, le château d'eau de la gare est construit, tandis que le bâtiment de la station de pompage est toujours conservé sur la rive droite de la rivière au bout du pont en arc. L'eau de l'Emajõgi, moins dure que la nappe phréatique, convenait à l'utilisation des locomotives à vapeur, mais n'était pas assez bonne pour servir d'eau potable. L'emplacement du château d'eau de la ville a déjà été déterminé lors du premier projet d'approvisionnement en eau de Tartu en 1908 par l'ingénieur Carl Kalt. La mise en œuvre du projet a été empêchée par la Première Guerre mondiale, et ainsi les problèmes d'approvisionnement public en eau de la ville de Tartu sont restés longtemps sans solution.
En 1927, l'ingénieur Egon Leppik présente un nouveau projet d'adduction d'eau. Après quelques années, les travaux préliminaires étaient terminés et en novembre 1929, l'aqueduc public de la ville de Tartu commençait à fonctionner. L'une des parties du projet  était un réservoir d'eau dans un grenier (dans la tour du théâtre), à côté des escaliers du théâtre de Vanemuine, qui peut être considéré comme le prédécesseur du château d'eau de la ville.
Le réservoir d'eau temporaire a assuré une pression plus uniforme dans les conduites d'eau jusqu'à la construction du château d'eau. Cependant, ce réservoir d'eau était petit et trop bas pour transporter de l'eau vers les quartiers supérieurs à l'ouest de la ligne de la rue Tähe tänav. Le château d'eau de la gare et le réservoir d'eau de l'université, qui étaient situés en hauteur dans les ruines de la cathédrale et où l'eau était pompée de la station de pompage de Toomeorg, existaient et étaient encore utilisés.
En 1934, des études sur l'agrandissement du système d'approvisionnement en eau de la ville ont été lancées et le 14 mars 1935, le conseiller du conseil municipal de Tartu Julius Rosenfeldt et l'ingénieur municipal Voldemar Onton ont donné des explications lors d'un événement public, présentant des plans pour l'agrandissement du système d'approvisionnement en eau au cours des cinq prochaines années. Deux ans plus tard, une réunion a eu lieu au sein du conseil municipal où il a été décidé de construire un château d'eau..

## Présentation
Le château d'eau de Tartu est situé à l'adresse Õpetaja tänav 9. 
Il a été construit dans le cadre de la construction d'un aqueduc moderne. 
En 1938, l'ingénieur Voldemar Onton et l'architecte Voldemar Tippel ont préparé un projet pour le château d'eau de la rue Õpetaja. 
La construction a commencé le 14 avril 1939, s'est achevée le 11 décembre 1940 et l'édifice a été officiellement inaugurée le 26 novembre 1941.
À l'étage supérieur, orné de pilastres semi-circulaires, se trouve le réservoir d'eau.
Le château d'eau appartient à la société Tartu Veevärk, et le bâtiment, qui a été construit à l'origine comme un immeuble d'appartements-château d'eau, abrite des bureaux depuis le déplacement de l'aqueduc.

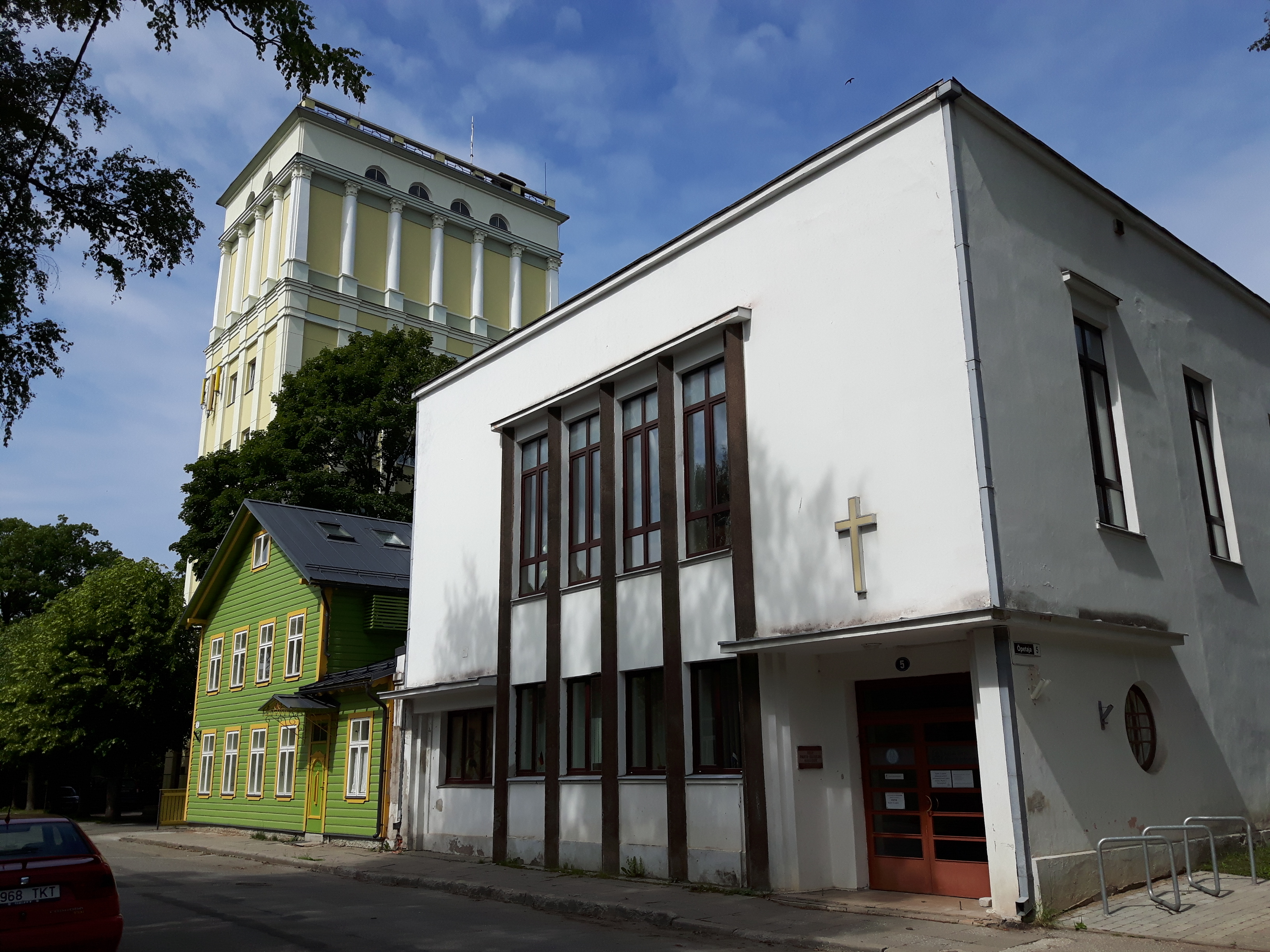
Opetaja tänav 9, 7, 5.